# Fāʾ
Fāʾ (ف) – dwudziesta litera alfabetu arabskiego. Używana jest do oznaczenia dźwięku [f], tj. spółgłoski szczelinowej wargowo-zębowej bezdźwięcznej. Pochodzi od fenickiej litery pe.
W języku polskim litera fāʾ jest transkrybowana za pomocą litery F.
W arabskim systemie liczbowym literze fāʾ odpowiada liczba 80.

## Postacie litery
| Postać: | izolowana | końcowa | środkowa | początkowa |
| ------- | --------- | ------- | -------- | ---------- |
| Wygląd: | ف‬         | ـف‬      | ـفـ‬      | فـ‬         |

## Kodowanie
| Znak                   | ف                 | ف                 |
| ---------------------- | ----------------- | ----------------- |
| Nazwa w Unikodzie      | Arabic Letter Feh | Arabic Letter Feh |
| Kodowanie              | dziesiątkowo      | szesnastkowo      |
| Unicode                | 1601              | U+0641            |
| UTF-8                  | 217 129           | d9 81             |
| Odwołania znakowe SGML | &#1601;           | &#x0641;          |